# Comité national olympique du Cambodge
Le Comité national olympique du Cambodge (code CIO : CAM) est le comité national olympique du Cambodge fondé en 1983. Il n'a été reconnu par le Comité international olympique qu'en 1994.